# Pseudotrichonotus altivelis
Pseudotrichonotus altivelis ist ein kleiner, neun Zentimeter langer Knochenfisch (Osteichthyes), den man bisher nur im Meer um die japanische Izu-Halbinsel gefunden hat. 

## Merkmale
Die Fische haben einen länglichen, zylinderförmigen Körper, ein kleines Maul, ein vollständiges Seitenlinienorgan und Cycloidschuppen. Sie haben eine einzelne Rückenflosse mit 33 Flossenstrahlen, die Afterflosse hat 13 bis 15, die Bauchflossen elf und die Brustflossen sieben Flossenstrahlen. Eine Schwimmblase ist nicht vorhanden.
Pseudotrichonotus altivelis lebt in Tiefen bis 30 Metern auf sandigem Boden, in dem er sich bei Gefahr versteckt. Er gehört zur Ordnung der Eidechsenfischverwandten (Aulopiformes) und ist eine von zwei Arten der Familie Pseudotrichonotidae.